# Centro storico di Paternò
Il centro storico di Paternò  rappresenta l'area urbana del comune italiano di Paternò, in provincia di Catania, che corrisponde al nucleo abitato formatosi nella parte bassa della città nei secoli XIV e XV, dopo lo spopolamento della "Collina storica".

## Storia
Il popolamento della parte bassa di Paternò si verificò intorno al XIV secolo, quando a seguito dell'espansione demografica e urbanistica della città, molti abitanti residenti nell'antico nucleo sito nel colle, si stabilirono verso la pianura ad esso sottostante. L'attuale abitato prese forma verso la seconda metà del XVI secolo. I più importanti interventi edilizi furono effettuati nel secolo successivo, quando nella città, capitale dell'omonimo principato governato dai Moncada, giunsero nuovi abitanti appartenenti al ceto borghese, provenienti da ogni parte della Sicilia, che vi fecero costruire le proprie dimore.
Parzialmente danneggiata dall'eruzione dell'Etna del 1669, grazie all'intervento degli abitanti che bloccarono la colata lavica, nel Settecento sorsero in città nuovi edifici, palazzi signorili, nuove piazze, nuove chiese ed un teatro, che diedero formazione all'attuale centro di Paternò.
Un ulteriore rinnovo urbanistico si ebbe con la costruzione di nuove strade, dopo l'istituzione nel 1797 della deputazione delle strade, che provvedette alla realizzazione e rinnovamento della rete stradale cittadina. In quel periodo furono aperti alcuni tra i più importanti percorsi viari, la via Santa Caterina, la via del Cassero Vecchio (oggi via Garibaldi) e la via Etnea (odierna via G.B. Nicolosi).
Diversi anni più tardi, agli inizi del XIX secolo, fu aperta la via Ferdinandea, così intitolata in onore al sovrano borbonico Ferdinando II delle Due Sicilie. Dopo l'Unità la strada fu rinominata via Vittorio Emanuele. Essa, che rappresenta la strada principale di Paternò, fino ai giorni nostri, viene chiamata dagli abitanti in gergo dialettale a strata ritta (trad. lett. it. "la strada dritta") per il suo corso rettilineo molto diverso da quello delle vecchie strade curvilinee e contorte.
Il centro storico di Paternò subì gravi danneggiamenti tra il 14 luglio ed il 1º agosto 1943, durante la seconda guerra mondiale, arco di tempo in cui si verificarono quattro bombardamenti compiuti dagli aerei dell'aviazione anglo-americana. I danni maggiori causati da queste incursioni aeree, furono registrati nel quartiere di Montecenere.
Nel dopoguerra, il centro storico di Paternò subì lavori di ricostruzione del suo abitato. A tutt'oggi, comunque, il centro storico conserva la sua struttura originaria, anche se in seguito ha subito uno sviluppo edilizio - spesso abusivo - che ha dato origine a dei quartieri ad esso contigui. Proprio l'espansione urbanistica avutasi con la nascita di nuovi quartieri, ha comportato nel corso degli ultimi decenni l'abbandono di molte abitazioni in alcune zone del centro storico, che per la loro situazione rischiano di crollare.

## Descrizione
Vi si accede per via veicolare dallo svincolo della Strada statale 121 che conduce alla via Vittorio Emanuele, la cosiddetta "strada dritta", la cui parte storica ha inizio dopo il giardino Moncada, villa comunale sorta nel 1939 su un terreno donato al comune nel 1912 dal cavalier Carmelo Moncada (1860-1945), già sindaco e podestà della città. La principale via d'accesso pedonale è rappresentata dalla stazione FCE che sorge a 300 metri di distanza.
La via Vittorio Emanuele attraversa tutto il centro, con le piazze Regina Elena, Regina Margherita (detta i Quattro canti) e Indipendenza, e conclude il suo percorso davanti alla Chiesa ed ex monastero della Santissima Annunziata. Il tratto che dai Quattro canti conduce all'ex monastero presenta il manto stradale in pietra lavica.
Importante via di comunicazione è la via Giovan Battista Nicolosi, la strada più lunga di Paternò e tangente alla "strada dritta", che collega il quartiere Scala Vecchia-Palazzolo posto alla periferia sud, con il quartiere Ardizzone, situato a nord. Altre importanti funzioni viarie sono svolte dalla via Circumvallazione, che attraversa varie zone all'interno del centro, e la via Provvidenza Virgillito Bonaccorsi (ex via Consolazione) che conduce al santuario della Madonna della Consolazione e alla Collina storica.
Notevole è la presenza di viuzze, i vicoli di strade in stile tipicamente siciliano - con o senza sbocco - accessibili solo ai pedoni, alcune delle quali con delle scalinate.  L'abitato, inoltre, è caratterizzato dalla cospicua presenza di edifici sacri e di palazzi storici, costruiti per gran parte secondo gli stili architettonici barocco e tardo settecentesco.
Nel centro storico di Paternò sorgono alcuni dei più importanti monumenti della città, come la chiesa di Santa Barbara, la chiesa della Madonna dell'Itria, la chiesa di Santa Caterina d'Alessandria e l'ex palazzo Alessi, odierno "palazzo di Città", sede istituzionale del comune etneo.

## Piazze e strade principali
Piazze
- Piazza Indipendenza
- Piazza Purgatorio
- Piazza Regina Elena
- Piazza Regina Margherita
- Piazza Santa Barbara
- Piazza Umberto I
- Piazza Vittorio Veneto

Strade
- Via Circumvallazione
- Via Giovan Battista Nicolosi
- Via Falconieri
- Via Giuseppe Garibaldi
- Via Nazario Sauro
- Via Provvidenza Virgillito Bonaccorsi
- Via Santa Caterina
- Via Vittorio Emanuele